# Philippe Schott
Pour les articles homonymes, voir Schott.
Philippe Schott, né à Ixelles en 1885 et décédé à Bruxelles en 1964, est un peintre, baryton et collectionneur belge.

## Biographie
Élève d'Alfred Stevens, Philippe Schott se forma à l'Académie royale des beaux-arts de Bruxelles et à celle d'Anderlecht.
Il pratiqua la gravure, l'aquarelle et l'huile.
Il excelle particulièrement dans les natures mortes, après avoir dépassé une époque cubiste ou impressionniste.
Il avait acheté à Bruxelles, rue du Chêne, au coin de la rue de Villers, l'ancienne auberge Saint-Jean-Baptiste ("Sint-Jan") construite en 1696 qu'il transforma en musée privé et qu'il légua à la ville de Bruxelles.